# Earl's Court (métro de Londres)
Pour les articles homonymes, voir Earl's Court (homonymie).
Earl's Court est une station de la District line et de la Piccadilly line du métro de Londres, en zone 1 et 2. Elle est située quartier Earl's Court, dans le Borough de Kensington et Chelsea.

## Histoire
La station est mise en service le 30 octobre 1871. Mais elle était construite en bois et elle fut détruite par un incendie. Après ça, la TFL [Transport for London qui veut dire transport pour Londres] l'a replacé où elle est actuellement et elle fut construite en brique. Quelques décennies plus tard, elle est agrandie car la Piccadilly line passe maintenant par Earls Court. Puis, en 1901, le premier escalier mécanique est construit dans une station de train à Londres. Maintenant, il n'y a plus d'escalier mécanique, la Circle line ne passe que dans un sens par la station et la District line et Piccadilly line passent par la station. La station est classée Grade II listed building depuis 1984.

## Services aux voyageurs

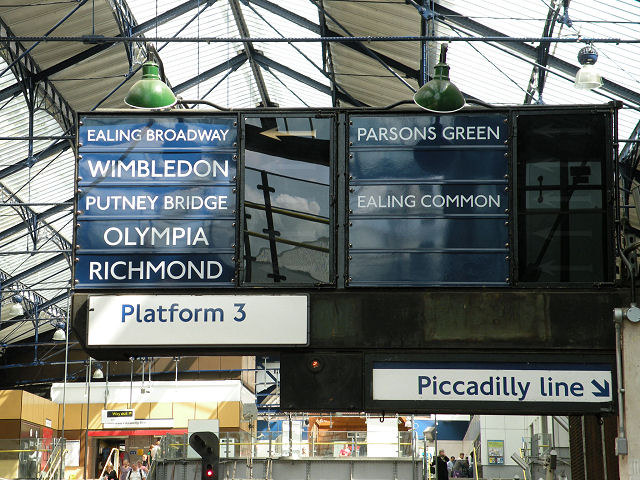
Les tableaux d'affichage historiques de la station, avant de leur rénovation.

La District line dessert quatre quais dans l'édifice principal, et la Piccadilly line dessert deux autres quais au-dessous. Sur les quais de la District line, se trouvent des tableaux d'affichage historiques, largement remplacés par les tableaux modernes dans le reste du réseau, qui font partie de la classification Grade II de la station (ils ne peuvent pas être enlevés pour cette raison). Ces tableaux ont les noms des destinations en blanc sur un arrière-plan bleu accompagnés par les flèches qui allument à côté de la destination du train prochain.

### Desserte
Les quais (platforms) et leurs voies respectifs sont affectés comme suit :
- quais 1 et 2 : District line ; direction : High Street Kensington, Edgware Road, ou Upminster ; provenance : Wimbledon (vers tous les trois), Ealing Broadway et Richmond (vers High Street Kensington ou Upminster), ou Kensington Olympia (vers High Street Kensington).
- quais 3 et 4 : District line ; direction : Wimbledon, Ealing Broadway, Richmond ou Kensington Olympia ; provenance : Upminster (vers Wimbledon, Ealing Broadway ou Richmond), High Street Kensington (vers Olympia), ou Edgware Road (vers Wimbledon).
- quai 5 : Piccadilly line : direction : Cockfosters ; provenance : Heathrow Terminal 5, Heathrow Terminals 2 & 3 ou Uxbridge.
- quai 6 : Piccadilly line : direction : Heathrow Terminal 5, Heathrow Terminals 2 & 3 ou Uxbridge ; provenance : Cockfosters.

## À proximité
À proximité de cette station se trouve une réplique de « cabine bleue » de police, d'apparence semblable au TARDIS de la série télévisée Doctor Who. Le Earls Court Exhibition Centre est visible des quais de la station.